# クロスウィンズ
クロスウィンズ（Crosswinds）はフォーク・ロックバンド、カパーケリーの2番目のアルバム。

## 曲目
1. マウス・ミュージック/スナッグ・イン・ア・ブランケット "Puirt a Beul/Snug in a Blanket (Jigs)" – 6:11
"Airfailinn cilinn oro u"と"Domhnall dubh an Domhnallaich"の二曲の口三味線のメドレーから構成される前半に、アイリッシュ起源のジグ"Snug in a Blanket"、スコティッシュのバグパイプのためのジグ"The Kitchen maid"、ウエスターン・アイルズのツアー中にフレッド・モリソンより教わったという"Alexander McAskill"のジグメドレーが続く。
2. 至福の島 "Soraidh Bhuam Gu Barraidh" – 3:28
オーストラリアにあるバラ島からの移住者の住んでいた地域で作られたバラッドをカレン・マシスンが同島出身の母から習った。
3. グレン・オーキー/ロリー・マクロード "Glen Orchy/Rory MacLeod" – 3:40
二曲のパイプ・ジグ。
4. 美しの羊飼い "Am Buachaille Ban" – 3:36
本来はアイリッシュ起源だという様々なバージョンで知られるラブソング。
5. ハギス（羊料理） "The Haggis (Reels)" – 6:01
"Nighean Donn nan Gobhar","The Haggis","Mrs Charles Stewart","Lady Montgomery's","MacDngles"の5曲からなるスコティッシュのリールメドレー。
6. ブレンダ・スタバーツ・セット "Brenda Stubbert's Set" – 3:35
ケープ・ブレトンでのツアー中に習った曲"Brenda Stubbert's reel"と、"Jemmy dang the Wearer"、ドナルド・ショーの自作曲"Willie Smith's"からなるリールのメドレー。
7. 懐かしの島 "Ma Theid Mise Tuilleagh" – 3:02
ルイス島を歌った釣り歌。
8. デヴィッド・グレンズ "David Glen's" – 4:33
チャーリー・マッケロンが父のために書いたリール"Keih Mckerron's reel"、David Glenのコレクションからのジグ、Iain Morrison作曲のリール"The Ness Pipers"の3曲のメドレー。
9. チグレの女の祈り "Urnaigh a' Bhan-Thigreach" – 3:08
エチオピアのティグレ州で飢饉に苦しむ女性が信仰を迷いながら神へ祈り続ける内容のCatriona Montgomeryなる人の詞にドナルド・ショーが曲をつけた。
10. マイ・ラガン・ラヴ/町のキツネ "My Laggan Love/Fox on the Town" – 4:26
アルバム中唯一一般に知られた曲で構成される。
11. 茶色い髪の少女 "An Ribhinn Donn" – 2:56
メジャーのキーで、別の歌詞でも知られているラブソング。